# Janina Hettich-Walz
Janina Hettich-Walz (* 16. Juni 1996 in Schramberg als Janina Hettich) ist eine deutsche Biathletin. Ihre bislang größten Erfolge sind die Gewinne der Silbermedaillen mit der deutschen Staffel bei den Weltmeisterschaften 2021 und im Einzel bei den Weltmeisterschaften 2024.

## Biografie
Janina Hettich-Walz wuchs mit zwei jüngeren Geschwistern in Lauterbach auf. Im Alter von zehn Jahren begann sie auf Rollski mit dem Langlauf, zwei Jahre später trat sie in den Ski-Club in Schönwald ein und begann dort mit dem regelmäßigen Biathlon-Training. 2012 wechselte sie auf das Skiinternat Furtwangen und nach dem Abitur 2014 wurde sie als Leistungssportlerin Mitglied der Sportfördergruppe der Bundeswehr in Todtnau.
2015 gab Hettich-Walz bei den Jugendweltmeisterschaften in Minsk-Raubitschy ihr Debüt auf internationaler Ebene und konnte dort bereits Platzierungen unter den besten Zehn erreichen. Im folgenden Jahr nahm sie an den Juniorenweltmeisterschaften teil und absolvierte in Martell ihre ersten Rennen im IBU-Cup. Die Saison 2016/17 verbrachte Hettich-Walz dann im IBU-Junior-Cup, wo sie ihr erstes Rennen auf dem zweiten Platz beendete. Im weiteren Verlauf konnte sie an dieses Ergebnis nicht anknüpfen und wurde 22. in der Gesamtwertung. Bei ihrer Teilnahme an den Juniorenweltmeisterschaften in Osrblie wurde sie im Einzel jedoch Sechste.
2017 wechselte Janina Hettich-Walz in den Seniorenbereich und nahm regelmäßig am IBU-Cup teil. Dort hatte sie gemischten Erfolg und erreichte den 16. Rang in der Gesamtwertung. Zur Saison 2018/19 konnte sie ihre Leistung steigern, erreichte regelmäßig die Top 10 und beim Sprint in der Lenzerheide mit Platz drei erstmals das Podium. Bei den Europameisterschaften in Minsk wurde sie im Einzel Fünfte und gewann mit der deutschen Mixed-Staffel die Silbermedaille. Insgesamt beendete Hettich-Walz die Saison auf Platz vier im Gesamt-IBU-Cup, wodurch sie sich für das Weltcupfinale in Oslo qualifizierte. Dort wurde sie im Sprint 44. und konnte sich in der Verfolgung auf Platz 32 verbessern.
Im Sommer 2019 wurde Janina Hettich-Walz erstmals in die von Kristian Mehringer und Florian Steirer trainierte Leistungsgruppe Ia des Deutschen Skiverbandes aufgenommen. Sie startete die Saison 2019/20 erneut im IBU-Cup, rückte aber bereits im Dezember in Le Grand-Bornand in den Weltcup auf und erreichte dort in Sprint und Verfolgung erstmals einen Platz unter den besten 30. Im Januar war sie in Oberhof ebenfalls erstmals Teil der deutschen Staffel, die Platz vier erreichte. Mit dem Start bei der Mixed-Staffel in Pokljuka mit Philipp Horn, Johannes Kühn und Vanessa Hinz erreichte sie mit Platz 3 ihren ersten Podestplatz in ihrer jungen Weltcup-Karriere.
In der Saison 2020/21 konnte Janina Hettich-Walz nach erst schwächeren Platzierungen in den ersten beiden Weltcups im Sprint in Hochfilzen mit Platz 12 die halbe WM-Norm erfüllen. Wegen ihrer sehr guten Schießergebnisse durfte sie konstant im Weltcup starten. Mit Platz 13 im zweiten Sprint in Hochfilzen erreichte sie die WM-Norm und qualifizierte sich erstmals für den Massenstart im Weltcup. Dort erreichte sie mit Platz 10 ihr erstes Top-Ten-Ergebnis. Bei ihrem dritten Staffelstart der Saison 2020/21 in Oberhof erreichte sie gemeinsam mit Vanessa Hinz, Denise Herrmann und Franziska Preuß den ersten Weltcupsieg ihrer Karriere.
Bei den Weltmeisterschaften 2024 im tschechischen Nové Město na Moravě gewann Hettich-Walz Silber im Einzel und Bronze mit der Frauenstaffel. Beim letzten Rennen der Saison 2023/24 im Massenstart im kanadischen Canmore belegte sie den zweiten Platz. Die Gesamtwertung des Weltcups beendete sie auf Platz 10.
Aufgrund ihrer Schwangerschaft verpasste Hettich-Walz die Saison 2024/25. Zum Sommer 2025 kehrte sie mit Hinblick auf die Olympischen Winterspiele 2026 in den Leistungssport zurück.

## Privates
Im Frühjahr 2022 heiratete Janina Hettich ihren Lebensgefährten Kai Walz. Sie führt seitdem den Doppelnamen Hettich-Walz.
Im August 2024 teilte das Ehepaar mit, dass es ein gemeinsames Kind erwartet. Im Februar 2025 wurden sie Eltern einer Tochter.

## Statistik

### Biathlon-Weltcup-Platzierungen
Die Tabelle zeigt alle Platzierungen (je nach Austragungsjahr einschließlich Olympische Spiele und Weltmeisterschaften).
- 1.–3. Platz: Anzahl der Podiumsplatzierungen
- Top 10: Anzahl der Platzierungen unter den ersten zehn (einschließlich Podium)
- Punkteränge: Anzahl der Platzierungen innerhalb der Punkteränge (einschließlich Podium und Top 10)
- Starts: Anzahl gelaufener Rennen in der jeweiligen Disziplin
- Staffel: inklusive Mixed- und Single-Mixed-Staffeln

| Platzierung               | Einzel | Sprint | Verfolgung | Massenstart | Staffel | Gesamt |
| ------------------------- | ------ | ------ | ---------- | ----------- | ------- | ------ |
| 1. Platz                  |        |        |            |             | 1       | 1      |
| 2. Platz                  |        |        |            | 1           | 2       | 3      |
| 3. Platz                  |        |        |            |             | 5       | 5      |
| Top 10                    | 2      | 5      | 2          | 4           | 9       | 22     |
| Punkteränge               | 8      | 22     | 22         | 9           | 11      | 72     |
| Starts                    | 10     | 35     | 26         | 9           | 11      | 91     |
| Stand: Saisonende 2023/24 |        |        |            |             |         |        |

### Weltcupsiege
| Nr. | Datum         | Ort     | Disziplin |
| --- | ------------- | ------- | --------- |
| 1.  | 16. Jan. 2021 | Oberhof | Staffel 1 |

### Weltcupwertungen
Ergebnisse bei Biathlon-Weltcups (Disziplinen- und Gesamtweltcup) gemäß Punktesystem
| Saison  | Einzel | Einzel | Sprint | Sprint | Verfolgung | Verfolgung | Massenstart | Massenstart | Gesamt | Gesamt |
| Saison  | Platz  | Punkte | Platz  | Punkte | Platz      | Punkte     | Platz       | Punkte      | Platz  | Punkte |
| ------- | ------ | ------ | ------ | ------ | ---------- | ---------- | ----------- | ----------- | ------ | ------ |
| 2018/19 | —      | —      | —      | —      | 80.        | 9          | —           | —           | 92.    | 9      |
| 2019/20 | 49.    | 15     | 66.    | 20     | 63.        | 10         | —           | —           | 66.    | 45     |
| 2020/21 | 23.    | 45     | 23.    | 133    | 29.        | 95         | 15.         | 106         | 22.    | 379    |
| 2021/22 | 59.    | 7      | 43.    | 56     | 33.        | 66         | 30.         | 32          | 37.    | 161    |
| 2022/23 | 25.    | 32     | 24.    | 93     | 33.        | 54         | 35.         | 26          | 30.    | 205    |
| 2023/24 | 16.    | 54     | 10.    | 193    | 12.        | 184        | 11.         | 112         | 10.    | 543    |

### Weltmeisterschaften
|                                     | Einzelwettbewerbe | Einzelwettbewerbe | Einzelwettbewerbe | Einzelwettbewerbe | Staffelwettbewerbe | Staffelwettbewerbe | Staffelwettbewerbe |
| Einzel                              | Sprint            | Verfolgung        | Massenstart       | Frauenstaffel     | Mixed-Staffel      | S.-M.-Staffel      |                    |
| ----------------------------------- | ----------------- | ----------------- | ----------------- | ----------------- | ------------------ | ------------------ | ------------------ |
| Weltmeisterschaften 2020 Antholz    | –                 | 65.               | –                 | –                 | –                  | –                  | –                  |
| Weltmeisterschaften 2021 Pokljuka   | –                 | 31.               | 34.               | –                 | 2.                 | –                  | –                  |
| Weltmeisterschaften 2023 Oberhof    | 42.               | 23.               | 20.               | –                 | –                  | –                  | –                  |
| Weltmeisterschaften 2024 Nové Město | 2.                | 35.               | 25.               | 28.               | 3.                 | –                  | –                  |

### Europameisterschaften
| Veranstaltung               | Einzel | Sprint | Verfolgung | Mixed-Staffel | Single-Mixed- Staffel |
| --------------------------- | ------ | ------ | ---------- | ------------- | --------------------- |
| EM 2018 in Ridnaun          | 31.    | 18.    | 20.        | –             | 9.                    |
| EM 2019 in Minsk-Raubitschy | 5.     | 27.    | 11.        | 2.            | –                     |
| EM 2022 in Arber            | 6.     | 3.     | 2.         | 2.            | –                     |

### Jugend-/Juniorenweltmeisterschaften
| Veranstaltung                        | Einzel | Sprint | Verfolgung | Staffel |
| ------------------------------------ | ------ | ------ | ---------- | ------- |
| Jugend-WM 2015 in Minsk              | 8.     | 12.    | 6.         | –       |
| Junioren-WM 2016 in Cheile Grădiștei | 17.    | 35.    | 16.        | 4.      |
| Junioren-WM 2017 in Osrblie          | 6.     | 19.    | 29.        | –       |